# Burg Hengersberg
Die abgegangene Burg Hengersberg ist eine von zwei abgegangenen Höhenburgen in Hengersberg im Landkreis  Deggendorf in Bayern. Sie befindet sich auf dem „Frauenberg“; der zweite Burgstall liegt auf dem Rohrberg. Die Anlage wird als Bodendenkmal unter der Aktennummer D-2-7244-0004 im Bayernatlas als „mittelalterlicher Burgstall“ geführt.

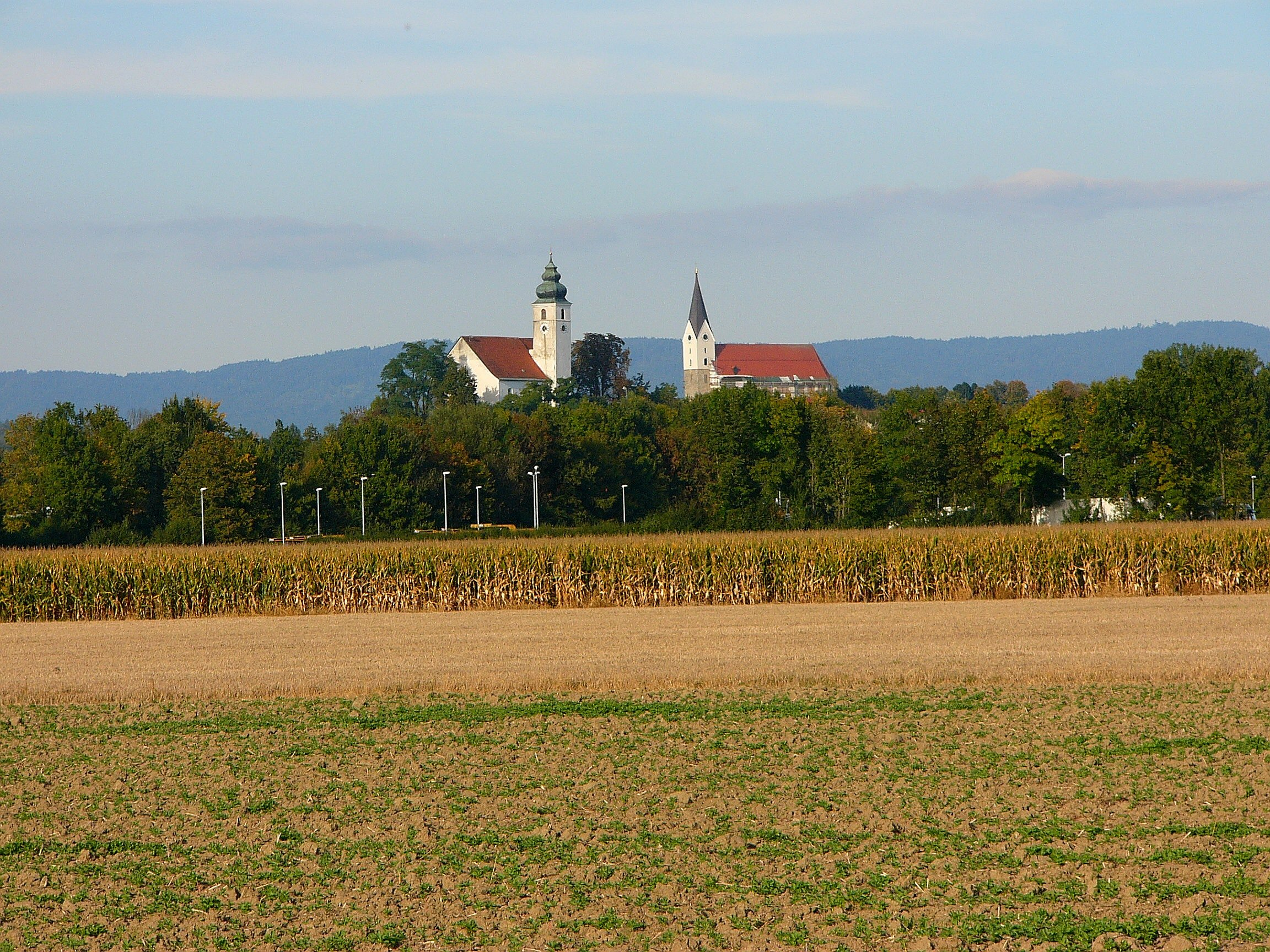
Kirche Mariae Himmelfahrt (rechts) und Pfarrkirche St. Michael auf dem Rohrberg (links)

## Beschreibung
Das etwa 1000 m² große und angenähernd runde Gipfelplateau wird von einer Umfassungsmauer begrenzt, innerhalb derer die heutige Frauenkirche steht. Östlich grenzt an die Mauer ein nach Norden hin deutlicher Halsgraben, dessen Südteil ab der Zufahrt zum Plateau von den angrenzenden Privatgrundstücken verfüllt ist. Von der ehemaligen Burganlage ist der Burgbrunnen und die ehemalige Schlosskapelle erhalten, die Burgstelle ist heute von der katholischen Kirche Mariae Himmelfahrt überbaut. Der 25 m tiefe Schlossbrunnen ist  noch erhalten.

## Geografische Lage
Die Burg liegt auf einem steilen, unvermittelt aus der Donauebene aufsteigenden Bergkegel. Dieser ist 22 m hoch und fällt nach Norden, Westen und Süden steil ab, nach Osten ist hier eine flacher abfallende Perlgneis-Felsenhöhe.

## Geschichte
Um 1000	erfolgt auf Veranlassung von Abt Gotthard die Rodung des Frauenberges durch das Kloster Niederaltaich. Es wird hier eine befestigte Rundkirche mit einem Stift für Kanoniker des Klosters Niederaltaich sowie ein vor dem Donauhochwasser sicherer Friedhof errichtet. 1008 wird die Kirche eingeweiht. Der Ort Hengersberg erhält 1009 das Marktrecht. Auf dem Frauenberg nahmen die Gaugrafen Thiemo und Ulrich Quartier; ebenso übernachtete hier der römisch-deutsche König Konrad III. 1147 bei seinem erfolglosen Kreuzzug.
Um 1200	verliert das Kloster Niederaltaich zeitweise die Burg im Zuge von Auseinandersetzungen zwischen den Grafen von Bogen und den Grafen von Ortenburg; dabei könnten Kirche und Burg beschädigt worden sein. Nach dem Rückerwerb durch das Kloster kommt es 1212/1213 zum Abriss der Burg, um einen künftigen Missbrauch zu vermeiden. 1262 findet die Weihung einer konventionell gestalteten Kirche als Ersatz für die vorher abgerissene Rundkirche durch das Kloster Niederaltaich
statt.